# 丁未の乱
丁未の乱（ていびのらん）は、飛鳥時代に起きた内乱である。丁未の変、丁未の役、物部守屋の変、衣摺の戦いともいう。仏教の礼拝を巡って大臣・蘇我馬子と対立した大連・物部守屋が戦い、物部氏の守屋宗家が滅ぼされた。これ以後、物部氏は衰退した。

## 経緯
587年7月、蘇我馬子は群臣と謀り、物部守屋追討軍の派遣を決定した。馬子は厩戸皇子、泊瀬部皇子、竹田皇子、難波皇子、春日皇子などの皇族や諸豪族の軍兵を率いて河内国渋川郡の守屋の館へ進軍した。大和国から河内国へ入った蘇我陣営の軍は、餌香川の河原で物部軍と交戦し、戦後の河内国司の言によれば双方合わせての戦死者は数百に上ったという。
守屋は一族を集めて稲城を築き、守りを固めた。軍事を司る氏族として精鋭の戦闘集団でもあった物部氏の軍勢は強盛で、守屋自身も朴の木の枝間によじ登り雨のように矢を射かけ、大いに奮闘した。皇子ら追討軍の軍兵は恐怖し、退却を余儀なくされた。これを見た厩戸皇子は、仏法の加護を得ようと白膠木を切り、四天王の像をつくり、戦勝を祈願して、勝利すれば仏塔をつくり仏法の弘通に努めると誓った。馬子は軍を立て直して進軍させた。
迹見赤檮が大木に登っている守屋を射落として殺し、総大将を失った物部軍は総崩れとなる。この好機に追討軍の寄せ手は攻めかかり、守屋の一族を皆殺しにした。
生き残った物部氏の一族は葦原に逃げ込んで、ある者は名を代え、ある者は行方知れずとなった。
この結果、蘇我氏は親子2代にわたって対立してきた宿敵・物部氏の勢力を中央から完全に排除することに成功し、厩戸皇子と連携してさらに権勢を強めていく。また、仏教の導入を巡る崇仏派と廃仏派の勢力争いにおいても、物部氏を中心としていた廃仏派の発言力が急激に衰え、仏教の国内浸透が本格化していく契機となった。この頃、厩戸皇子は摂津国に四天王寺を建立した。物部氏の領地と奴隷は両分され、半分は馬子のものになった。馬子の妻が守屋の妹であり相続権があると主張したためである。また、半分は四天王寺へ寄進された。
八尾市南太子堂には、迹見赤檮が物部守屋を射たときの矢を埋めたとされる鏑矢塚、その南西には弓を埋めたとされる弓代塚がある（迹見赤檮発箭地史蹟、とみのいちいはっせんちしせき）。

## 乱の余波
丁未の乱後、物部守屋の子孫従類273人が四天王寺の奴婢にされたという通説は、四天王寺御手印縁起をもとにしている。
『聖徳太子伝暦』、御記、太子物、『今昔物語』、『扶桑略記』、『元亨釈書』などでは、子孫縁者が奴婢とされたとの説が受け入れられている。これに対し、『日本書紀』によると、守屋の奴（奴隷等の使用人）の半分は四天王寺へ寄進された。との記述のため、後世の脚色だとする神野清一の異説がある。

## 丁未の乱を扱った作品
小説
- 『磐舟の光芒 物部守屋と蘇我馬子』（黒岩重吾、講談社、1993年）